# Promota (general)
Flavije Promota je bio rimski general koji je služio za vrijeme vladavine Teodozija I. pa sve do svoje smrti 391. godine.

## Karijera
386. godine je bio zapovjednik u Africi, da bi kasnije te iste godine imenovan magister peditum (vojskovođa pješaštva) i bio prekomandiran u Traciju. 
U to vrijeme, vojska gotskog plemena Greutunge pod 
komandom kralja Odotija se stacionirala na sjevernoj obali Dunava i zatražila dopuštenje za ući u Carstvo, vjerojatno po istim uvjetima kao što su deset godina ranije prešli njihovi susjedi, drugo gotsko pleme Tervinzi. Promota je razmjestio svoje snage duž južne obale rijeke i poslao nekoliko ljudi da ih zavaravaju pretvarajući se kako su za novac spremni na izdaju tako da im otkriju obrambene položaje rimskih postrojba. Međutim, dali su im pogrešne informacije i točno vidjeli kako su raspoređene njihove snage, te cijeli plan prenijeli Promoti. Kad su Greutunzi pokušali prijeći rijeku, umjesto usnulog kampa koji su očekivali zateći, dočekala ih je flota riječnih borbenih čamaca koja im je nemilosrdno potopila sve kanue. Latinski poet Klaudijan kaže da je otok Peuće bio visoko nagomilan leševima, a da je ušće Dunava bilo crveno od krvi. Teodozije, koji se našao u blizini, oslobodio je preživjele Gote, nadajući se da će ih iskoristiti u nadolazećem sukobu s Magnusa Maksima.

Godine 388. Promota je, prilikom kampanje (povezivanja serije vojnih operacija) protiv Maksima, promaknut u magister equitum, tj. u vojskovođu konjaništva. 
Teodozije I. i Valentinijan II. su započeli rat protiv Magnusa Maksima u lipnju 388. godine. Maksim je poražen u bitci kod Save, blizu Siscie, današnjeg Siska, pa je izvjesno da je za dobro odrađenu vojnu operaciju, kao nagradu, 389. godine dobio zvanje konzula. 
Kad se Teodozije vraćao nazad na istok kroz Solun, prolazio je kroz različite situacije, ali jednom prilikom ga je Promota spasio od napada barbara, zašto je bio nagrađen promaknućem u viši čin.

## Smrt
Nakon izvjesnog vremena, car je počeo pokazivati naklonost prema Rufinu, tada Magister officiorum, što je razbjesnilo Promotu do te mjere da se s njim javno potukao. Nakon toga je Rufin nagovorio Teodozija da pošalje Promotu na vojne vježbe, (nije posve jasno je li Teodozije znao za njegov plan), ali je Rufinus poslao grupu Barbara koji su ga zaskočili iz zasjede i ubili.
Ne postoje dokazi da su Promotova djeca znala za tu Rufinovu zavjeru, ali postoje indicije da su pomogli Eutropiju da spriječi Rufinov plan da oženi svoju kćerku za cara Arkadija.